# Alain Chartier

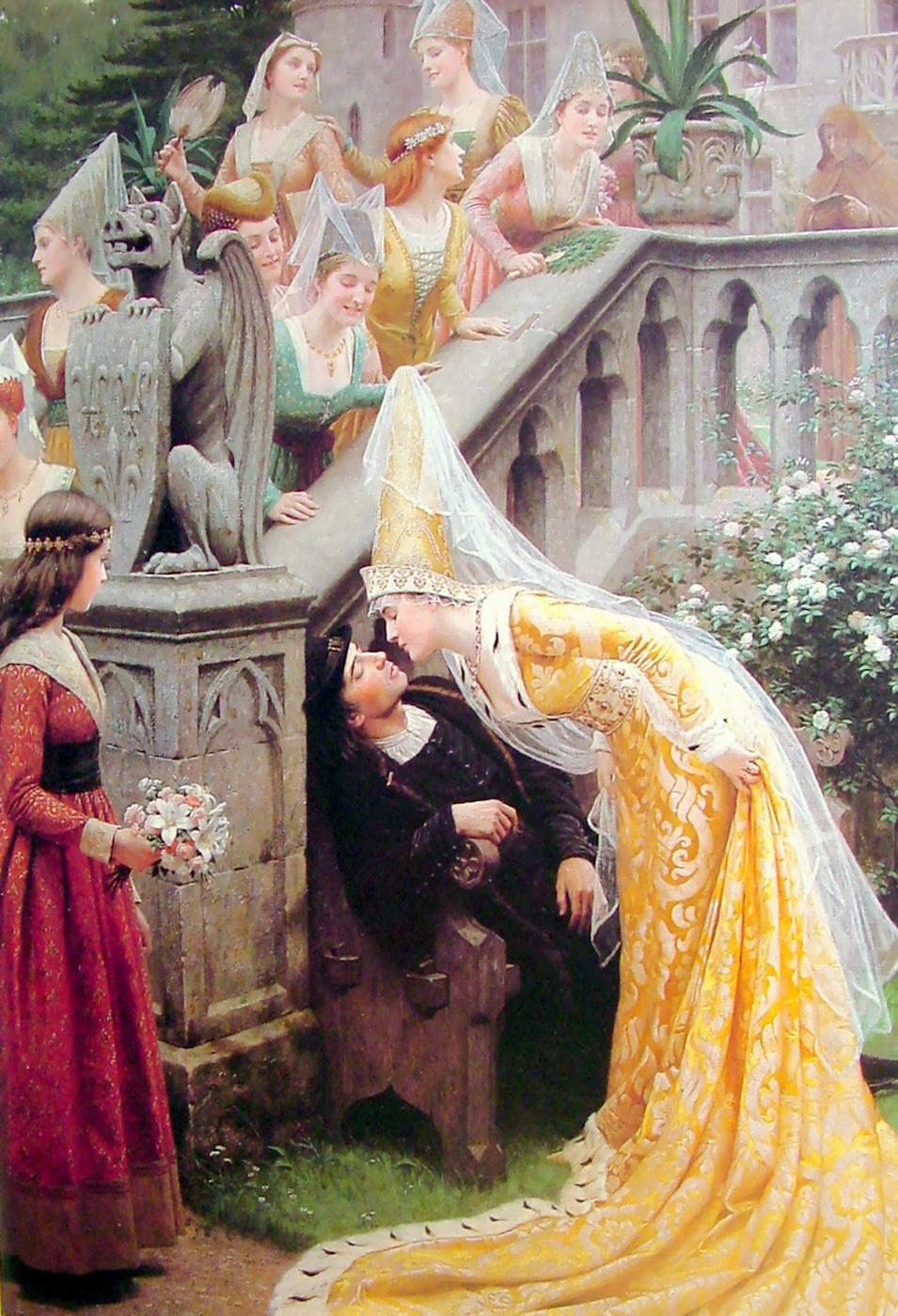
Alain Chartier, segons Edmun Blair Leighton (1903), quan fou petonejat per Margarida d'Escòcia.

Alain Chartier (Bayeux, 1390 aprox. - Avinyó 1430 aprox.) fou un poeta francès de l'edat mitjana.
Nasqué en el clos d'una família que també donà el bisbe de París Guillaume Chartier i Thomas Chartier, notari del rei (i no pas l'historiògraf Jean Chartier).
El 1415, poc abans de la invasió anglesa de la Normandia, s'exilà per no tornar. A l'exili, entrà a la cort de Bourges i esdevingué secretari i notari dels prínceps Carles VI i Carles VII, fent paper de mitjancer en diverses missions diplomàtiques. També fou destinat a les ambaixades d'Alemanya (1424) i de Venècia (1425), o a la d'Escòcia (1427), per intervenir en l'aliança entre Escòcia i França contra Anglaterra, o per intervenir en la petició de matrimoni a Margarida d'Escòcia de part del delfí Jaume I, futur Lluís XI.
En la seva pròpia època, ja adquirí una gran reputació, i hom el titllà amb el sobrenom de Père de l'éloquence française ('pare de l'eloqüència francesa'). Estienne Pasquier i Guillaume Bouchet digueren que la mateixa Margarida d'Escòcia li donà, mentre estava adormit, un petó a la boca, a "la preciosa boca d'on sortien tan bons mots i virtuoses paraules" (la précieuse bouche de laquelle sont issus et sortis tant de bons mots et vertueuses paroles); tot i això, podria tractar-se d'un mite, ja que Margarida no trepitjà sòl francès fins al 1436, ja mort el poeta. El mateix Pasquier li posà un altre sobrenom, el de "Sénèque de la France" ('Sèneca de França'). Les seves contribucions a la formació de la llengua francesa són notables; i les seves poesies, del gènere al·legòric, tingueren gran èxit ja en el seu temps.

## Obra
- Le Livre des Quatre Dames (1416). La seva primera obra de què es té constància, de la seva època d'estudiant a la Universitat de París. Es tracta d'un llarg poema octosil·làbic de 3.600 versos. Debat cortès situat a l'endemà de la batalla d'Agincourt).
- Breviaire des nobles.
- Complainte d'ung amoreux et la responce de sa damme.
- L'hôpital d'amours.
- Le dyalogue.
- Le lay de paix.
- Les croniques du feu roy Charles septieme.
- Les demandes d'amours, avec la response.
- Les fais.
- Les faiz dictes et ballades.
- Quadrilogue invectif (1422), al·legoria política en prosa, tota una crida a la unitat de la nació francesa, en què França suplica als seus tres fills, el Poble, la Noblesa, i el Clergat, que es reconciliïn pel bé de tots plegats.
- La Belle dame sans merci, 1424. Francesc Oliver fou el primer a traduir-la al català. El 1640, sir Richard Ros la traduí a l'anglès. Quatre segles més tard, el poeta anglès John Keats compongué la seva famosa balada sota el mateix títol La Belle Dame Sans Merci.
- Le Livre de l'Espérance (1429). Escrit a la vigília de l'alliberament d'Orleans per part de Joana d'Arc; es tracta d'un atac contra la noblesa i el clergat.
- Le Curial, sàtira. Traduïda a l'anglès el 1484 per William Caxton.
- Le Débat du Réveille-Matin.